# Set de date

Diverse grafice ale setului de date multivariate setul de date floare de iris introdus de Ronald Fisher (1936).

Un set de date (sau un set de date) este o colecție de date. În cazul datelor tabelare, un set de date corespunde unuia sau mai multor tabele de bază de date, în care fiecare coloană a unui tabel reprezintă o anumită variabilă, iar fiecare rând corespunde unei înregistrări date a setului de date în cauză. Setul de date listează valori pentru fiecare dintre variabile, cum ar fi, de exemplu, înălțimea și greutatea unui obiect, pentru fiecare membru al setului de date. Seturile de date pot consta, de asemenea, dintr-o colecție de documente sau fișiere.
În disciplina de date deschise, setul de date este unitatea de măsurare a informațiilor eliberate într-un depozit public de date deschise. Portalul european data.europa.eu reunește mai mult de un milion de seturi de date. Alte probleme (surse de date în timp real, seturi de date non-relaționale etc.) sporesc dificultatea de a ajunge la un consens în acest sens.